# Deutsche Badmintonmeisterschaft 1967
Die Deutsche Badmintonmeisterschaft 1967 fand vom 25. bis zum 27. März 1967 in Böblingen statt.

## Medaillengewinner
| Disziplin    | Gold                                                                   | Silber                                                                 | Bronze                                                                         |
| ------------ | ---------------------------------------------------------------------- | ---------------------------------------------------------------------- | ------------------------------------------------------------------------------ |
| Herreneinzel | Wolfgang Bochow (1. DBC Bonn)                                          | Willi Braun (VfL Wolfsburg)                                            | Franz Beinvogl (MTV München von 1879)                                          |
| Herreneinzel | Wolfgang Bochow (1. DBC Bonn)                                          | Willi Braun (VfL Wolfsburg)                                            | Siegfried Betz (MTV München von 1879)                                          |
| Dameneinzel  | Marieluise Wackerow (1. BC Beuel)                                      | Irmgard Latz (1. DBC Bonn)                                             | Gerda Schumacher (1. DBC Bonn)                                                 |
| Dameneinzel  | Marieluise Wackerow (1. BC Beuel)                                      | Irmgard Latz (1. DBC Bonn)                                             | Edeltraud Geist (TSV 1848 Eningen)                                             |
| Herrendoppel | Wolfgang Bochow(1. DBC Bonn) Friedhelm Wulff (VfL Bochum)              | Willi Braun (VfL Wolfsburg) Detlef Würfel (VfL Wolfsburg)              | Gerhard Kucki (1. BV Mülheim) Horst Lösche (1. BV Mülheim)                     |
| Herrendoppel | Wolfgang Bochow(1. DBC Bonn) Friedhelm Wulff (VfL Bochum)              | Willi Braun (VfL Wolfsburg) Detlef Würfel (VfL Wolfsburg)              | Roland Maywald (1. BC Beuel) Karl Weiland (1. BC Beuel)                        |
| Damendoppel  | Marieluise Wackerow (1. BC Beuel) Lore Hawig (1. BC Beuel)             | Irmgard Latz (1. DBC Bonn) Gerda Schumacher (1. DBC Bonn)              | Ursula Puruckherr (BSC Rehberge 1945) Helma Friese (BSC Rehberge 1945)         |
| Damendoppel  | Marieluise Wackerow (1. BC Beuel) Lore Hawig (1. BC Beuel)             | Irmgard Latz (1. DBC Bonn) Gerda Schumacher (1. DBC Bonn)              | Karin Dittberner (1. BV Mülheim) Karin Schäfer (1. BV Mülheim)                 |
| Mixed        | Hans-Dietrich Emmers (Merscheider TV) Karin Dittberner (1. BV Mülheim) | Gunther Rathgeber (BSC Rehberge 1945) Helma Friese (BSC Rehberge 1945) | Günter Ledderhos (MTV München von 1879) Lydia Ledderhos (MTV München von 1879) |
| Mixed        | Hans-Dietrich Emmers (Merscheider TV) Karin Dittberner (1. BV Mülheim) | Gunther Rathgeber (BSC Rehberge 1945) Helma Friese (BSC Rehberge 1945) | Siegfried Betz (MTV München von 1879) Anke Witten (MTV München von 1879)       |